# إعادة تشكيل الفيروس

توضيح لعملية إعادة التشكيل في المختبر

إعادة التشكيل الجيني لللفيروس هو عبارة عن خلط المكونات الجينية المكونة لفيروسين متشابهين يصيبان نفس الخلية. إعادة تشكيل التركيب الجيني للفيروس غالباً ما يحصل في فيروس الإنفلونزا و الذي يتكون من 8 مناطق من الرنا حيث يتم تبادل أجزاء الرنا لتكوين فيروس ذو تركيبة جينية جديدة.
تحصل إعادة التشكيل عند إصابة إنسان أو حيوان بنوعين مختلفين من فيروس الإنفلونزا فينتج فيروس خليط بين الإثنين. و هذه العملية كانت سبباً لعدد من أوبئة الإنفلونزا كإنفلونزا هونغ كونغ و إنفلونزا الخنازير. ففي إنفلونزا الخنازير وجد أن الفيروس المسبب للمرض عبارة عن خليط بين ثلاث فيروسات واحد يصيب الإنسان وآخر الطيور وآخر الخنازير.